# Primatologija
Primatologija je znanstveno preučevanje primatov, ki niso ljudje. Je multidisciplinarna veda med mamalogijo in antropologijo, raziskovalce – primatologe – pa najdemo na akademskih oddelkih za anatomijo, antropologijo, biologijo, medicino, psihologijo, veterino in zoologijo, pa tudi v živalskih zavetiščih, biomedicinskih raziskovalnih ustanovah, muzejih in živalskih vrtovih. Primatologi preučujejo živeče in izumrle primate v njihovem naravnem okolju s terenskimi študijami in v laboratorijih s poskusi, da bi razumeli vidike njihove evolucije in vedenja.
Primatologija ima veliko različnih poddisciplin, ki se razlikujejo glede na teoretične in metodološke pristope, ki se uporabljajo pri raziskovanju živečih primatov in njihovih izumrlih prednikov. Primatologijo lahko delimo na zahodno in japonsko primatologijo, ki obe izhajata iz svojih kulturnih ozadij in različnih pristopov. Čeprav si ti dve veji delita veliko istih načel, se področja osredotočanja in metodologija dela znotraj obeh vej močno razlikujeta. Medtem ko se zahodna primatologija osredotoča predvsem na medicinske raziskave ter raziskovanje njihove inteligence, pa se japonska primatologija osredotoča predvsem na ekologijo primatov.